# 第一城站
第一城站（英語：City One Station）是一個位於香港新界沙田區圓洲角插桅杆街愉田苑與欣廷軒之間，鄰近沙田第一城，屬於港鐵屯馬綫的鐵路車站，於2004年12月21日啟用。
- 車站外觀（2021年7月）

## 車站構造
第一城站共設有兩層：大堂位於地面，月台設於大堂之上。

### 樓層
| P                 | 月台 | \| \| 1 \| 屯馬綫往屯門（沙田圍） \| \| \| \| 島式 · 開左邊车门 \| \| \| \| \| \| \| \| 屯馬綫往烏溪沙（石門） \| 2 \| \| |   |  |
| C                 | 大堂 | 出入口、客務中心、商店、自助服務、會員服務站、洗手間                                                                      |   |  |
|                   | 1    | 屯馬綫往屯門（沙田圍） |   |  |
| 島式 · 開左邊车门 |      | |   |  |
|                   |      | 屯馬綫往烏溪沙（石門） | 2 |  |

### 大堂
第一城站大堂位於地面的C層，而大堂內亦設有多間商店以及自動服務設施等。另外大堂近C、D出口的非付費區位置亦設有港鐵「會員服務站」。

大堂全景圖（2016年2月）

- 大堂，付費區（2021年7月）

### 月台
第一城站設有一座島式月台，兩個月台均已裝設月台閘門。另外車站北面設有石門側線，以供特別的列車調動之用。
- 車站月台（2021年7月）

### 出入口
第一城站位於愉田苑與插桅杆街之間，鄰近多個住宅區、學校等。另外，車站南面並設有一條行人天橋橫越插桅杆街。
|                                      |                | |      |
| 編號                                 | 指示           | 建議前往的目的地 | 圖片 |
| 出口 · A · 无障碍通道标志            | 愉田苑         | 翠麗花園、尤德夫人學童牙科診所、五旬節林漢光中學、愉田苑、耆康會群芳念慈護理安老院、春暉花園、圓洲角診所 |      |
| 出口 · B · 无障碍通道标志            | 威爾斯親王醫院 | 聖公會張國亮伉儷安老樓、林大輝中學、欣廷軒、威爾斯親王醫院、聖公會靈風堂、聖羅撒書院、圓洲角浸信會、圓洲角綜合大樓、圓洲角體育館 |      |
| 出口 · C · 盲道标志 · 无障碍通道标志 | 沙田第一城     | 浸信會呂明才小學、富豪花園、置富第一城、置富第一城（樂薈）、小瀝源路遊樂場、沙田第一城、胡素貞博士紀念學校、聖公會林裘謀中學、晴碧花園、東華三院邱金元中學 |      |
| 出口 · D · 盲道标志 · 无障碍通道标志 | 愉翠苑         | 九巴沙田車廠、插桅杆新村、捷和中心、捷和實業大廈、都會廣場、嘉柏大廈、永得利大廈、金利來集團中心、香港駕駛學院、冠華鏡廠集團大廈、資訊工業中心、牛皮沙街、沙田工業中心、愉翠苑、源順圍、欣廷軒、小瀝源報案中心、太古汽水廠、插桅杆街、康健科技中心、香港恒生大學 |      |
| 註： 設有 \| 設有                    |                | |      |

### 車站藝術
第一城站設有一組車站藝術品，位於車站大堂。
|  | 《犬張子－鯉躍龍飛》 | 吉田朗（日本） | 車站大堂 | 2011年3月 |

## 歷史

### 命名及啟用
第一城站於2004年12月21日隨馬鞍山鐵路通車同而正式啟用，而車站於原建議的站名為圓洲角站（英語：Yuen Chau Kok Station）。

### 月台擴建工程及加設月台閘門
九鐵在興建第一城站的同時並在車站月台南端設有預留空間，以供將來列車延長至8卡行走時使用，預留部分會於沙中綫興建時於預留結構上擴建，現時擴建工程已經完成；而車站月台閘門並於2017年加設。

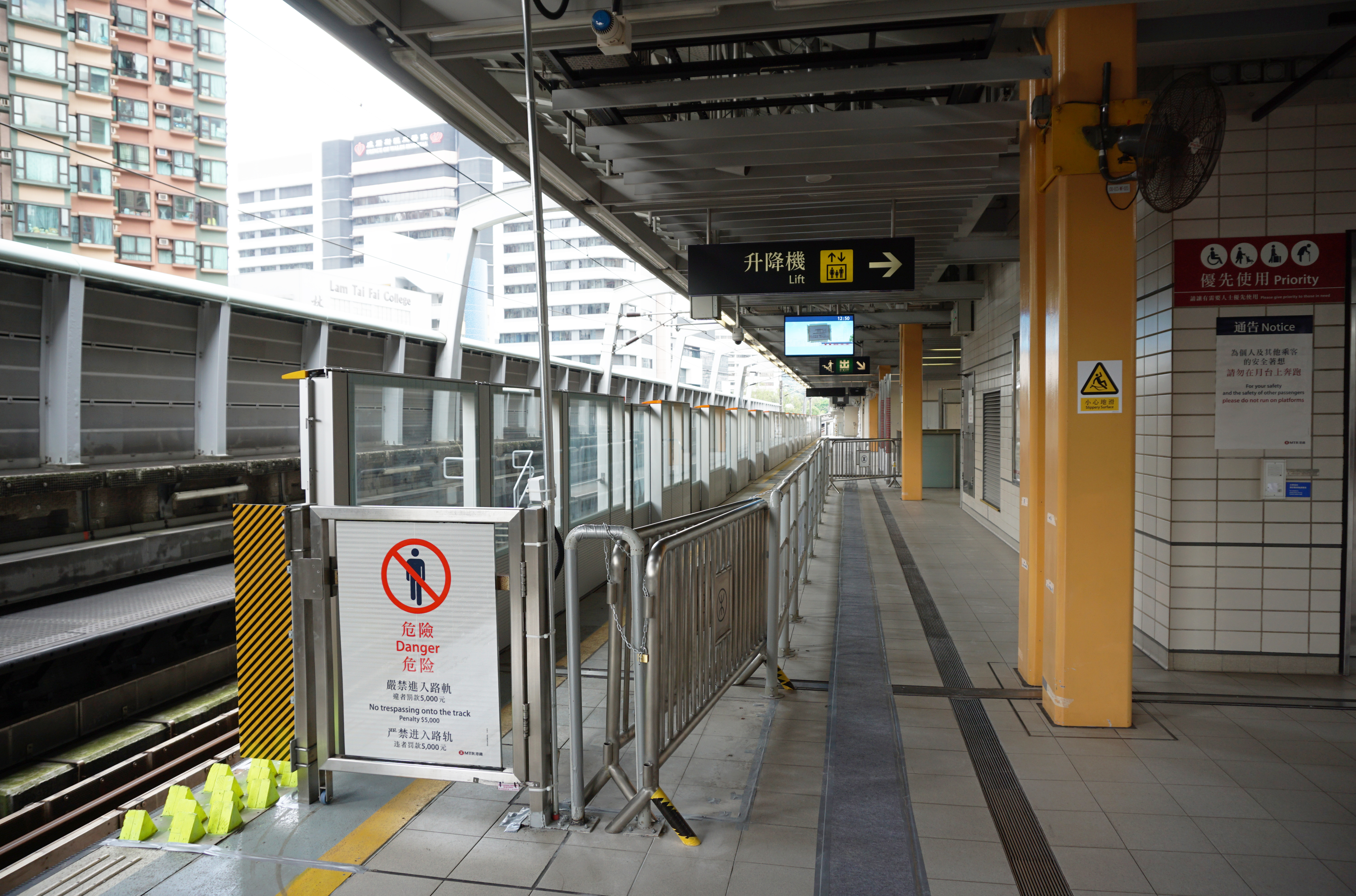
正加裝月台閘門的2號月台以及月台南端擴建工程（2016年5月）

## 外部連結
- 港鐵公司－第一城站街道圖 （页面存档备份，存于）
- 港鐵公司－第一城站位置圖 （页面存档备份，存于）
- 港鐵公司－第一城站列車服務時間 （页面存档备份，存于）
- 香港鐵路大典上的相关条目：第一城站